# Carmen Melis
Carmen Melis (Cagliari, 16 agosto 1885 – Longone al Segrino, 19 dicembre 1967) è stata un soprano italiano.

## Biografia
Nacque a Cagliari il 16 agosto 1885 da Efisio, capitano di artiglieria, e Giuseppina Hanau. Lasciata la Sardegna a seguito del trasferimento del padre, si stabilì probabilmente a Milano. Studiò canto con Teresina Singer, Antonio Cotogni e Carlo Carignani, debuttando nel 1905 a Novara con Iris di Pietro Mascagni.
Il 26 gennaio 1907, con al fianco Mattia Battistini, fu la prima interprete del Thaïs di Jules Massenet, rappresentata all'Opera di Roma; in marzo è Mimì nella celebre Bohème di Giacomo Puccini diretta da Rodolfo Ferrari sempre a Roma; nello stesso anno cantò in Russia ed in Polonia.
Nel 1908 a Roma è Desdemona nell'Otello diretta da Leopoldo Mugnone, con Giuseppe De Luca; alla Fenice di Venezia la prima Thaïs con Giuseppe Kaschmann; ed ancora a Roma Madama Butterfly, diretta da Mugnone sempre con De Luca; e Tosca.

Scritturata da Oscar Hammerstein debuttò nel 1909 in America con Tosca al Manhattan Center di New York; la sua carriera americana continuò intensamente fino al 1915, vedendola cantare a Manhattan, Philadelphia, Boston e Chicago.
Proprio a Manhattan nel 1910 ebbe l'occasione di essere ascoltata dallo stesso Puccini mentre interpretava Madama Butterfly, il quale rimase favorevolmente impressionato dalla sua voce e la guidò nello studio de La fanciulla del West, opera che interpretò l'anno successivo a Boston.
A partire dal 1912 si esibì anche in altri importanti teatri della scena internazionale, tra i quali l'Opera di Parigi come la prima Minnie ne La fanciulla del West diretta da Tullio Serafin con Enrico Caruso e Titta Ruffo e il Covent Garden di Londra e il Teatro Colón di Buenos Aires.

Ancora a Parigi nel 1916 è la prima Manon diretta da Ferrari con Amedeo Bassi e Domenico Viglione Borghese.
Nel 1917 a Roma è Minnie ne La fanciulla del West con Bassi e Taurino Parvis.

Continuò anche la carriera italiana, cantando a Cagliari, Genova, al Teatro alla Scala di Milano (debutto nel 1917 con la prima mondiale de Il macigno di Victor de Sabata diretta dal compositore con Giuseppe Danise) e al Teatro La Fenice di Venezia.
Nel 1922 a Roma è la Marescialla ne Il cavaliere della rosa diretta da Vincenzo Bellezza con Gilda Dalla Rizza, Isabella Orsini di Renato Brogi diretta da Bellezza e la protagonista in Iris di Pietro Mascagni diretta dal compositore ed a Venezia la prima Manon Lescaut diretta da Mugnone.

Nel 1923 a Roma è Manon diretta da Vittorio Gui ed Eunice nella prima assoluta di Petronio di Gustavo Giovannetti diretta da Gabriele Santini con Parvis e a Bologna, dove rappresenta al Teatro Comunale la protagonista in Francesca da Rimini, diretta dal compositore con Francesco Merli.
Si ritirò nel 1933, dopo ventotto anni di carriera, interpretando a Genova La fanciulla del West.
Successivamente le fu chiesto da Riccardo Zandonai di insegnare Canto al Conservatorio Gioachino Rossini di Pesaro, dove ebbe modo di ascoltare la giovane Renata Tebaldi che divenne sua allieva, e alla quale rimarrà legata per tutta la vita.

Insegnò inoltre al Conservatorio Giuseppe Verdi di Milano e a Como. 
Tra le sue allieve ebbe anche Rita Orlandi Malaspina, Adriana Maliponte Orianna Santunione e Marcella De Osma.
Morì a Longone al Segrino nel 1967, ad 82 anni.

## Repertorio
Oltre alle opere di repertorio Carmen Melis cantò durante la sua carriera diverse prime rappresentazioni; segue un elenco parziale dei ruoli da lei interpretati.

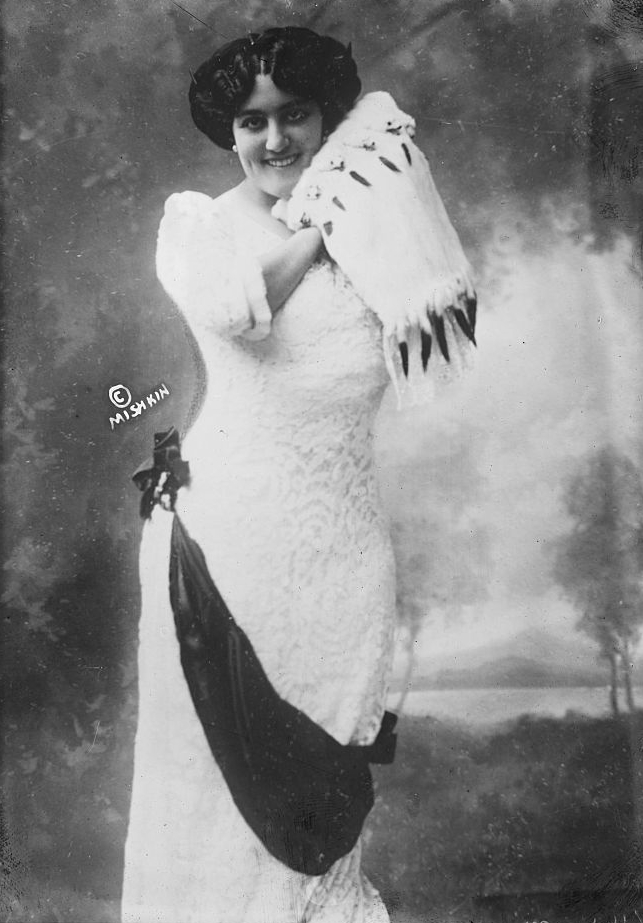
Carmen Melis nel 1907

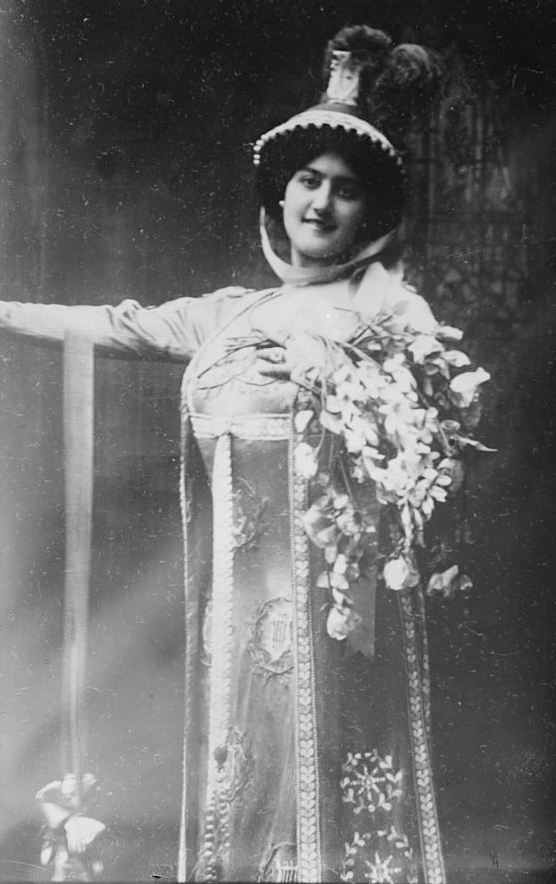
Carmen Melis in Tosca

- Georges Bizet
  - Carmen (Micaela)
- Alfredo Catalani
  - La Wally
- Francesco Cilea
  - Adriana Lecouvreur
- Victor de Sabata
  - Il macigno
- Alberto Franchetti
  - Germania
- Gavino Gabriel
  - La Jura
- Umberto Giordano
  - Andrea Chénier
  - La cena delle beffe
  - Fedora
- Ruggero Leoncavallo
  - I pagliacci
  - Zazà
  - Zingari
- Pietro Mascagni
  - Cavalleria Rusticana
  - Iris
- Jules Massenet
  - Manon
  - Thais Carmen Melis in Tosca
- Italo Montemezzi
  - Giovanni Gallurese
- Attilio Parelli
  - Hermes
- Giacomo Puccini
  - La bohème (Mimì, Musetta)
  - La fanciulla del West
  - Madama Butterfly
  - Manon Lescaut
  - Suor Angelica
  - Tosca
- Primo Riccitelli
  - Madonna Oretta
- Camille Saint-Saëns
  - Déjanire
- Richard Strauss
  - Salomè
  - Der Rosenkavalier
- Giuseppe Verdi
  - Aida
  - Otello
  - Il trovatore
- Richard Wagner
  - La Valchiria
- Ermanno Wolf-Ferrari
  - I gioielli della Madonna
  - Il segreto di Susanna
- Riccardo Zandonai
  - Conchita
  - Francesca da Rimini

## Discografia
- Opere integrali
  - Giacomo Puccini, Tosca - Melis, Granforte, Pauli, Sabajno, Orchestra e Coro del Teatro alla Scala di Milano, 1929
- Arie
  - Giacomo Puccini, Tosca - "Mia Tosca idolatrata" con Bindo Gasparini, 1907 Zonophone
  - Giacomo Puccini, Tosca - "Vissi d'arte", 1910 Edison
  - Ernesto De Curtis - "Torna a Surriento", 1910 Edison
  - Umberto Giordano, Andrea Chénier - "La mamma morta", 1910 Edison
  - Pietro Mascagni, L'amico Fritz - "Son pochi fiori", 1910 Edison
  - Francesco Cilea, Adriana Lecouvreur - "Ecco, respiro appena... Io son l'umile ancella", 1913 Edison
  - Francesco Paolo Tosti - "Io son l'amore", 1913 Edison
  - Giacomo Puccini, Madama Butterfly - "Un bel dì, vedremo", 1917 Fonotipia
  - Giacomo Puccini, Manon Lescaut - "In quelle trine morbide", 1917 Fonotipia
  - Umberto Giordano, Andrea Chénier - "La mamma morta", 1917 Fonotipia
  - Umberto Giordano, Fedora - "O grandi occhi", 1917 Fonotipia
  - Jules Massenet, Manon - "Ah, mi rendi il tuo cor... la tua mano non è", 1923/1924 Columbia